# 下塞德羅
下塞德羅（西班牙語：Bajo Cedro），是巴拿馬的城鎮，位於該國西北部，由博卡斯德爾托羅省的大奇里基區負責管轄，始建於2009年2月26日，面積20.4平方公里，2010年人口1,404，人口密度每平方公里68.9人。